# Paratenuisentis ambiguus
Paratenuisentis ambiguus is een soort haakworm uit het geslacht Paratenuisentis. De worm behoort tot de familie Tenuisentidae. Paratenuisentis ambiguus werd in 1921 beschreven door Harley Jones Van Cleave.